# بيريت بيرثيلسن
بيريت بيرثيلسن (بالنرويجية البوكمول: Berit Berthelsen)‏ هي منافسة ألعاب القوى نرويجية، ولدت في 25 أبريل 1944 في نيتيدال في النرويج.

## وصلات خارجية
- بيريت بيرثيلسن على موقع الاتحاد الدولي لألعاب القوى (الإنجليزية)
- بيريت بيرثيلسن على موقع اللجنة الأولمبية الدولية (الإنجليزية)
- بيريت بيرثيلسن على موقع أوليمبيديا (الإنجليزية)